# Велодромски бициклизам
Велодромски бициклизам или бициклизам на писти је врста бициклизма која се одржава на пистама и велодромима, тј овалним стазама које су обично дугачке 200 m, 250 m или 333,33 m, са два окрета од око 40°.Трке велодромског бициклизма су присутне на свим Олимпијским играма од 1896. године, осим оне одржане у Стокхолму 1912. Трка у конкуренцији жена се појавила 1988. године на спринту. Бицикли су направљени тако да аеродинамичност буде на максимуму. За дуже вожње бицикли су веома слични друмским. Док се за спринт-трке користе бицикли са вишим седлом а нижим корманом. Центар овог бициклизма је Европа, посебно Белгија, Француска, Немачка и Енглеска, а ван Европе се одржава у Јапану и Аустралији. Од 1993 се одржавају професионално и аматерско светско првенство сваке године, а до сада је додељено 15 награда (9 мушкараца и 6 жена).

## Типови велодромских трка

### Спринт
Трка где је тактика веома важна. После селекција на дужини од 200 m. са летећим стартом, возачи се такмиче један против другог за квалификације на дужини од 2 или три круга, зависно од дужине стазе. Губитник може остати квалификован. После четвртфинала па надаље, возачи се тркају поново један против другог на дужини од 2 круга. Понекад се може видети застој на стази, где је идеја да вашег ривала смирите, чиме га хендикепирате у финалном спринту.

### Тимски спринт
Овај спектакуларни догађај је трка са тимом од 3 возача, на стази дужине 3 круга. Сваки возач креће пре него што је дотакнут руком. Последњи возач завршава трку сам. На светском шампионату осам тимова са најбољим временима квалификује се за наставак такмичења; четири тима се елиминишу после упоредних вожњи тимова. На крају два тима са најбољим временима се тркају како би се одлучио побједник.

### Хронометар
Спринт дужине километар (500 m за жене). Ово је појединачно испитно време, са седећим стартом. Возач са оствареним најбољим временом је победник.

### Кеирин
Ово такмичење је из Јапана, 6 до 8 возача на квадратној стази један против другога спринтају од 600 до 700 m. после вожње од око 1400 m., возећи се иза тренера на мотору, постепено повећавајући брзину од 30 до 50 km/h.

## Трке издржљивости

### Дохватна вожња индивидуално
У дохватној вожњи индивидуално такмиче се два возача на фиксној дужини (мушкарци 4 km, жене 3 km) Они крећу са супротних страна на стази. Победник је возач који ухвати свог ривала или забележи најбоље време.

### Дохватна вожња екипно
У дохватној вожњи екипно такмиче се тимови са по четири возача, на дужини од 4 km. Крећу са супротних страна на стази. Победник је тим који ухвати своје ривале или забележи најбоље време.

### Трка на поене
За спринтере који знају како да распореде своје ресурсе. Овде крајњи резултат зависи од броја освојених поена, скупљених у 20 до 30 вожњи током спринтова (у свих 10 кругова стазе од 250 m) за кругове у којима је победио. Трка је преко 30 km за мушкарце и 25 km за жене.

### Мадисон
Захтева потпуно разумевање. Такмичење тима од два возача са тренутним спринтом. Рангирање возача зависи од дистанце и од освојених поена. Са максималних 18 тимова, генерално тркајући се преко 50 km, ово је спектакуларан догађај. Чланови тима могу заменити једни друге када и где желе, додиривањем руке или бициклистичког дреса. Док један возач вози трку, други вози около са мањом брзином.

### Скреч
Скреч је трка појединаца дужине (15 km за мушкарце, 10 km за жене). Број учесника је ограничен на 24. Старт је летећи после круга загревања.

### Омнијум
Омнијум је такмичење које се састоји из више дисциплина које се возе на писти. Од 2017. састоји се од четири дисциплине:
1. Скреч трка
10 km за мушкарце, 7.5 km за жене и јуниоре, 5 km за јуниорке
2. трка на темпо
10 km за мушкарце, 7.5 km за жене и јуниоре, 5 km за јуниорке
3. Елиминациона трка
2 круга за спринт на стази од 250 метара
4. Трка на поене
25 km за мушкарце, 20 km за жене и јуниоре, 15 km за јуниорке

Побједник је возач који сакупи највећи број поена након свих дисциплина.